# Feicui-Talsperre
Die Feicui-Talsperre (chinesisch 翡翠水庫, Pinyin Fěicuì Shuǐkù), auch als Feitsui umgeschrieben (wörtl. ‚Smaragd-Talsperre‘), ist eine Talsperre im Bezirk Shiding der Stadt Neu-Taipeh im Norden der Insel Taiwan. Ihr Stausee, dessen Fläche sich über die Bezirke Shiding und Pinglin erstreckt und der sich aus dem aufgestauten Fluss Beishi speist, ist der zweitgrößte Stausee Taiwans und von großer Bedeutung für die Trinkwasserversorgung im Großraum Taipeh. Zudem wird er zur Stromerzeugung genutzt. Anders als die weiter südwestlich gelegene zweite große Talsperre Nord-Taiwans, die Shimen-Talsperre, ist die Feicui-Talsperre nicht öffentlich zugänglich und daher kein Naherholungs- oder Ausflugsort.

## Geschichte
Die Planungen für den Bau der Talsperre begannen im 1971 und dauerten acht Jahre. Die Konstruktionsarbeiten wurden im August 1979 aufgenommen und dauerten bis zum Juni 1987. Im Zuge der Aufstauung des Flusses Beishi wurden einige natürliche Täler überflutet, deren Bevölkerung umgesiedelt wurde. Die Talsperre ist nach einem der Täler benannt.

## Auswirkungen auf die Umwelt
Da die von der Flutung betroffenen Täler nur spärlich besiedelt waren, gestaltete sich die Umsiedlung der Bevölkerung zwar verhältnismäßig problemlos, doch verschwanden viele Naturschönheiten und Landschaften, die zuvor beliebte Ausflugsziele gewesen waren. Zudem zerstörte die Flutung den Lebensraum des Rhododendron kanehirai, einer seltenen, nur in Feicui vorkommenden Rhododendron-Art, die seither nicht mehr wildwachsend angetroffen wird.